# 局部緊
拓撲學及數學的相近分支中，局部緊拓撲空間的每小塊，單獨看來，都很類似緊空間的一小塊。準確而言，其每點周圍都有一個緊鄰域。
數學分析尤其關注豪斯多夫的局部緊空間，常以「局部緊豪斯多夫」（英語：Locally Compact Hausdorff）的首字母簡稱為LCH空間。:131

## 嚴格定義
設{\displaystyle X}為拓撲空間。通常稱{\displaystyle X}局部緊的意思是，{\displaystyle X}的每點{\displaystyle x}，都有緊鄰域，即開集{\displaystyle U}和緊集{\displaystyle K}，令{\displaystyle x\in U\subseteq K}。
也有其他常見定義。下列定義在{\displaystyle X}豪斯多夫（預正則空間亦然）時皆等價，但一般則不一定：
1. {\displaystyle X}的每點皆有緊鄰域；
2. {\displaystyle X}的每點皆有閉的緊鄰域；
2′. {\displaystyle X}的每點皆有相對緊鄰域；
2″. {\displaystyle X}的每點皆有相對緊鄰域組成的局部基；
3. {\displaystyle X}的每點皆有緊鄰域組成的局部基；
3′. 對{\displaystyle X}的每點{\displaystyle x}，{\displaystyle x}的每個鄰域都包含其一個緊鄰域；
4. {\displaystyle X}為豪斯多夫，且滿足前述以上全部條件。
上述條件中的邏輯關係有：
- 條件2、2′、2″等價；
- 條件3、3′等價；
- 條件2、3互不推出對方；
- 全部皆推出條件1；
- 緊空間必定滿足條件1、2，條件3則不必。

條件1或較常用作定義，因為最易滿足，且當{\displaystyle X}豪斯多夫時，全部條件皆與條件1等價。要證明等價，用到兩個性質：其一，豪斯多夫空間的緊子集必為閉；其二，緊空間的閉子集必為緊。
由於條件2′、2″用相對緊集定義，滿足該條件的空間可以更明確稱為局部相對緊，而與局部緊空間區分。斯蒂恩（Steen）及澤巴赫（Seebach）:20稱條件2、2′、2″為強局部緊，而稱條件1為局部緊。
採用條件4的例子有布爾巴基。應用中，局部緊空間通常的確豪斯多夫，從而無需區分上述定義。本條目主要討論此種局部緊豪斯多夫（LCH）空間。

## 例子與反例

### 緊豪斯多夫空間
緊豪斯多夫空間必然局部緊，此種例子見於條目緊空間，略舉三例如下：
- 單位區間{\displaystyle [0,1]}、
- 康托爾集、
- 希爾伯特立方（英语：Hilbert cube）。

### 局部緊但不緊的豪斯多夫空間
- 歐氏空間{\displaystyle \mathbb {R} ^{n}}（特例有數軸{\displaystyle \mathbb {R} }）為局部緊（海涅-博雷尔定理的推論）。
- 拓撲流形的局部性質與歐氏空間一樣，故亦為局部緊，甚至長直線之類的非仿緊的流形亦然。
- 離散空間皆局部緊及豪斯多夫（其為零維流形）。僅當離散空間為有限集時，該空間為緊。
- 任意局部緊豪斯多夫空間的開或閉子集，在子空間拓撲的意義下，皆為局部緊。由此有歐氏空間局部緊子集的若干例子，如單位圓盤（不論開或閉）。
- p進數空間{\displaystyle \mathbb {Q} _{p}}為局部緊，因為同胚於康托爾集刪去一點。因此，局部緊空間不只在古典數學分析中有用，在P進數分析亦然。

### 非局部緊的豪斯多夫空間
若豪斯多夫空間為局部緊，則必為吉洪諾夫空間，詳見下節。條目吉洪諾夫空間中，可以找到若干例子，是豪斯多夫空間但非吉洪諾夫，故必不局部緊。
此外，也有吉洪諾夫空間非局部緊，例如：
- 有理數空間{\displaystyle \mathbb {Q} }（配備{\displaystyle \mathbb {R} }的子空間拓撲），因為每個鄰域都有柯西序列收斂到無理數，而不在{\displaystyle \mathbb {Q} }中，從而不是緊鄰域。
- {\displaystyle \mathbb {R} ^{2}}的子空間{\displaystyle \{(0,0)\}\cup ((0,\infty )\times \mathbf {R} )}，因為原點並無緊鄰域。
- 實數集{\displaystyle \mathbb {R} }的下限拓撲（上限拓撲亦同），適用於研究單邊極限（英语：one-sided limit）。
- 任何無窮維拓撲向量空間，但要柯爾莫果洛夫（T0，從而豪斯多夫），例如無窮維的希爾伯特空間。

首兩個例子說明，局部緊空間的子集不必局部緊，與前節開（或閉）子集的情況相對。末一個例子，則與前節歐氏空間的情況相對；具體言之，豪斯多夫拓撲向量空間為局部緊，當且僅當其為有限維（等同歐氏空間）。此例亦與希爾伯特立方作為緊空間的情況相對，但並無矛盾，因為希爾伯特立方不能是希爾伯特空間某點的鄰域。

### 非豪斯多夫的局部緊空間
- 有理數空間{\displaystyle \mathbb {Q} }的單點緊化（英语：one-point compactification）是緊空間，從而在意義1及2下是局部緊，但在意義3下則不然。
- 任何無窮集上的特定點拓撲（英语：particular point topology）在意義1及3下是局部緊，但在意義2下則不然，因為任何鄰域的閉包皆是整個空間，故不為緊集。實軸上的上拓撲（英语：upper topology）也同樣。
- 所以，若取前兩項例子的不交並（英语：disjoint union (topology)），則在意義1下局部緊，但在意義2及3下不然。
- 謝爾賓斯基空間在意義1、2、3下皆局部緊，且是緊空間，但不是豪斯多夫空間（甚至並不預正則），故不是意義4下的局部緊空間。可數多個謝爾賓斯基空間的不交並（同胚於亞爾馬·埃克達爾拓撲（Hjalmar Ekdal topology）[6]）非緊，但仍是意義1、2、3下的局部緊空間，而不是意義4下的局部緊空間。

## 性質
局部緊的預正則空間必為吉洪諾夫空間（完全正則）。由此推論，局部緊的豪斯多夫空間亦為吉洪諾夫空間。由於「正則」比「預正則」（通常稍弱）或「完全正則」（通常稍強）更常用，文獻一般稱此類空間為局部緊正則空間。同理，局部緊的吉洪諾夫空間一般稱局部緊豪斯多夫空間。
局部緊豪斯多夫空間必為貝爾空間。換言之，貝爾綱定理適用於此類空間：取任意可數多個無處稠密集，其並集的內部必為空集。
局部緊豪斯多夫空間{\displaystyle Y}的拓撲子空間{\displaystyle X}也是局部緊，當且僅當{\displaystyle X}是{\displaystyle Y}某兩個閉子集之差。由此推論，局部緊豪斯多夫空間{\displaystyle Y}的子空間{\displaystyle X}為局部緊當且僅當{\displaystyle X}是開子集。若將{\displaystyle Y}放寬成任意豪斯多夫空間，則由子空間{\displaystyle X}局部緊，仍能推出{\displaystyle X}為{\displaystyle Y}某兩個閉子集之差，反之則不然。
局部緊空間的商空間必為緊生成。反之，緊生成空間必為某個局部緊豪斯多夫空間的商。
對局部緊空間而言，局部均勻收斂與緊收斂等價。

### 無窮遠點
設{\displaystyle X}為局部緊豪斯多夫空間，則{\displaystyle X}作為吉洪諾夫空間，固然能藉斯通－切赫緊化，嵌入到緊豪斯多夫空間{\displaystyle b(X)}，但有了局部緊的特殊性質，則有更簡單的方法嵌入到緊豪斯多夫空間，稱為單點緊化。新空間{\displaystyle a(X)}僅比{\displaystyle X}多一點。（單點緊化適用於其他空間，但所得的{\displaystyle a(X)}為豪斯多夫，當且僅當{\displaystyle X}本身是局部緊且豪斯多夫。）所以，局部緊豪斯多夫空間也可以刻劃成緊豪斯多夫空間的開子集。
{\displaystyle a(X)}多出的一點可直觀視為無窮遠點，此點不在{\displaystyle X}的任何緊子集中。因此，所謂趨向無窮之事，有一些可藉此以局部緊豪斯多夫空間闡明。
舉例，定義在{\displaystyle X}上的連續實值或複值函數{\displaystyle f}稱為消失於無窮遠，是指給定任意正實數{\displaystyle \varepsilon }，{\displaystyle X}皆有緊子集{\displaystyle K}，使{\displaystyle |f(x)|<\varepsilon }對{\displaystyle K}外的一切點{\displaystyle x}成立。前述定義適用於任意拓撲空間{\displaystyle X}，而在{\displaystyle X}為局部緊豪斯多夫的特例，等價於{\displaystyle f}能延拓成單點緊化{\displaystyle a(X)=X\cup \{\infty \}}上的連續函數{\displaystyle g}，使{\displaystyle g(\infty )=0}。 
消失於無窮遠的連續複值函數之集合{\displaystyle C_{0}(X)}是C*代數。反之，可交換的C*代數必同構於某個局部緊豪斯多夫空間{\displaystyle X}的{\displaystyle C_{0}(X)}，其中{\displaystyle X}在同胚意義下唯一。以範疇言之，局部緊空間範疇與交換C*代數範疇對偶，其證法用到蓋爾范德表示。前一範疇中，{\displaystyle X}加入無窮遠點，變成{\displaystyle a(X)}之事，在後一範疇對應向{\displaystyle C_{0}(X)}添加單位元。

### 局部緊群
拓撲群論中，局部緊是重要概念，因為每個豪斯多夫局部緊群{\displaystyle G}都自然配備哈爾測度，因而在{\displaystyle G}上定義可測函數的積分。實數軸{\displaystyle \mathbb {R} }的勒貝格測度為其特例。
拓撲交換群{\displaystyle A}的龐特里亞金對偶為局部緊，當且僅當{\displaystyle A}是局部緊。又以範疇言之，龐特里亞金對偶是局部緊交換群範疇的自對偶。研究局部緊交換群，為調和分析奠下基礎。此領域現也研究非交換的局部緊群。